# 마에다 다케시 (배우)
마에다 다케시(일본어: 前田 剛, 1975년 1월 10일 ~ )는 일본의 배우, 성우이다.

## 성우 출연

### 애니메이션
1998년
- 비스트 워즈 II (기믈렛)

2000년
- 유희왕 듀얼몬스터즈 (바론)

2002년
- 휘슬! (미즈노 타츠야 (김민철))
- 요리킹 조리킹 (그릴 (나이프))

2004년
- 스쿨 럼블 (나카무라)
- 유희왕 듀얼몬스터즈 GX (마루후지 료(강혁))
- 쥬베이짱 2 시베리아 야규의 역습 (야규 키타부로)
- 용의 전설 레전더 (J2)

2005년
- 개그만화 보기 좋은 날 (쇼토쿠 타이시 (성덕 태자), 소라, 쿠마키치, 휴스켄, 사오정)
- 아이실드21 (콘고 운스이, 토가노 쇼조)
- 슈가슈가룬 (그라시에)
- 은아전설 위드 (로켓)
- 스즈카 (미야모토 소이치)

2006년
- 인조곤충 카부토보그 VXV (로이드 안도)
- 음유묵시록 마이네리베 비더 (제럴드)

2007년
- 세인트 옥토버 (엘록)